# Einband-Europameisterschaft 1975

Logo CEB (ausrichtender Verband)

Veranstaltungsort: Granada

Die Einband-Europameisterschaft 1975 war das 23. Turnier in dieser Disziplin des Karambolagebillards und fand vom 22. bis zum 25. Mai 1975 in Granada statt. Es war die fünfte Einband-Europameisterschaft in Spanien. 

## Geschichte
Die Einband-EM in Granada beendete eine 20-jährige Titeldominaz der Belgier. Der letzte Nicht-Belgier, der die Einband-EM gewonnen hatte, war 1955 der Deutsche August Tiedtke. Der Sieg von Christ van der Smissen war an Spannung nicht zu überbieten. Nachdem Ludo Dielis, der den besseren GD hatte, und van der Smissen ihre ersten sechs Partien gewonnen hatten, kam es zum Showdown. In einem sehr ausgeglichenem Match in dem Dielis durchgehend knapp in Führung lag, stand es in der 22. Aufnahme 189:177. Danach erzielte van der Smissen mit 12 Punkten den Ausgleich und beendete mit 11 Punkten in der nächsten Aufnahme die Partie. Dielis brauchte im Nachstoß elf Punkte zum Titelgewinn und hatte anfangs Mühe die Bälle unter Kontrolle zu kriegen. Er schaffte es aber und hatte beim zehnten Punkt die Bälle im Billardviertel vereint. Dann verfehlte er aber die letzte relativ einfache Karambolage und musste mit der 199:200-Niederlage dem Niederländer zum Titelgewinn gratulieren.

## Turniermodus
Es wurde im Round Robin System bis 200 Punkte gespielt. Es wurde mit Nachstoß gespielt. Damit waren Unentschieden möglich.
Bei MP-Gleichstand wird in folgender Reihenfolge gewertet:
1. MP = Matchpunkte
2. GD = Generaldurchschnitt
3. HS = Höchstserie

## Abschlusstabelle
| MP    | Match Points (Sieger = 2; Unentschieden = 1; Verlierer = 0) |
| Pkte. | Erzielte Karambolagen                                       |
| Aufn. | Benötigte Versuche                                          |
| GD    | Generaldurchschnitt                                         |
| BED   | Bester Einzeldurchschnitt eines Spielers                    |
| HS    | Höchstserie                                                 |
|       | Bester GD des Turniers                                      |
|       | Bester ED des Turniers                                      |
|       | Beste HS des Turniers                                       |
|       | 1. Platz (Gold)                                             |
|       | 2. Platz (Silber)                                           |
|       | 3. Platz (Bronze)                                           |

| Platz                     | Name                   | MP   | Pkte. | Aufn. | GD   | BED   | HS  |
| ------------------------- | ---------------------- | ---- | ----- | ----- | ---- | ----- | --- |
| 1                         | Christ van der Smissen | 14:0 | 1400  | 167   | 8,38 | 22,22 | 91  |
| 2                         | Ludo Dielis            | 12:2 | 1399  | 154   | 9,08 | 11,76 | 123 |
| 3                         | Johann Scherz          | 10:4 | 1277  | 168   | 7,60 | 11,11 | 72  |
| 4                         | Günter Siebert         | 6:8  | 1124  | 195   | 5,76 | 8,00  | 52  |
| 5                         | Francis Connesson      | 4:10 | 1171  | 151   | 7,75 | 10,00 | 111 |
| 6                         | Eduardo Brufau         | 4:10 | 1130  | 187   | 6,04 | 6,66  | 37  |
| 7                         | Marc van der Spiegel   | 4:10 | 1065  | 234   | 4,55 | 6,06  | 37  |
| 8                         | Javier Arenaza         | 2:12 | 1003  | 188   | 5,33 | 8,33  | 41  |
| Turnierdurchschnitt: 6,62 |                        |      |       |       |      |       |     |